# Catarina Lins
Catarina Lins (Florianópolis, 26 de dezembro 1990) é uma poeta brasileira.

## Biografia
Nasceu em 1990, em Florianópolis, e se formou mestre em literatura pela PUC-Rio. 
Em 2016, publicou "Músculo" pela editora 7Letras, e "Parvo Orifício", pela Garupa.
Seu terceiro livro, "O Teatro do Mundo", foi indicado em 2018 ao prêmio Jabuti na categoria Poesia, e notado pelo uso de técnicas inovadoras na feitura dos versos.
Mora no Rio de Janeiro.

## Obra
- Músculo (2016)
- Parvo Orifício (2016)
- O Teatro do Mundo (2017)
- Na Capital Sul-Americana do Porco Light (2018)